# Каліма (місто)
Калима (фр. Kalima, до 1968 р. Альбервіль ) — місто в провінції Манієма Демократичної Республіки Конго.
Місто розташоване на північний схід від столиці провінції Кінду, між річками Улінді і Еліла, на висоті 852 м. Основу господарської діяльності Каліми і околиць становить видобуток олова . Населення міста за оцінними даними на 2012 рік становить 48 337 осіб .
У 2003 році на місто напали ополченці Май-Май . У Калімі є лікарня і аеропорт  .